# アンツ・ライクマー
アンツ・ライクマー（1935年にAnts Laikmaaに改名、本名、Hans Laipman、1866年5月5日 - 1942年11月19日）はエストニアの画家である。

## 略歴
現在のエストニアのラプラ県の村、 Arasteの農家に生まれた。画家になることを目指し、タリンの画家に1か月ほど学んだ後、サンクトペテルブルクの帝国美術アカデミーを受験するが技術不足で入学できず、エストニアに戻り兵役に就いた。退役した後、再び帝国美術アカデミーの試験に失敗したが、冬の間、サンクトペテルブルクに留まり、エストニア出身の教授、ユリウス・フォン・クレーファーの指導を受け、美術作品を観るために美術館を訪れた。自らの作品をデュッセルドルフ美術アカデミーのエドゥアルト・フォン・ゲープハルトに送って、入学の許可を得て、1891年秋に、6週間かけて、ヨーロッパの風景の中を旅して、デュッセルドルフに移った
。
1892年からデュッセルドルフ美術アカデミーで学び始めたが、1893年に父親の病気のため一旦帰国するなどの中断はあるが1897年まで学び.、その後デュッセルドルフで肖像画家として2年ほど働いた。1900年にパリに移り、パリからミュンヘンへの徒歩の旅をした後、エストニアに帰国した
。
1901年春にエストニアで個展を開いた後、しばらく田舎で作品の制作を行った。1903年春にタリンに、美術学校を開いた。学生は数週間で20人ほどに増え、その年の末には学生たちの展覧会を開いた。1906年にはタルトゥでエストニアやサンクトペテルブルクで活躍する画家の作品を集め、エストニア美術をレビューする美術展を開催した。1907年にエストニア美術協会(Eesti Kunstiselts)や美術家協会（Eesti Kujutavate Kunstnikkude Keskühing)を設立した。この頃、女流詩人のマリエ・ウンテル(Marie Under:1883―1980）と恋愛関係にあり、彼女の肖像画を残した。
1907年から1909年の間はフィンランドに滞在し、風景画も描くようになり、その後ヨーロッパの各地やイタリアのカプリ島、チュニジアにも滞在した。1913年にエストニアに戻り、美術学校を再開した。1927年にモデルの女性との間に子供が生まれたが結婚しなかった。
1932年にレーネ県のTaeblaにLääneに移り、農園を開き、そこで死去した。

## 作品

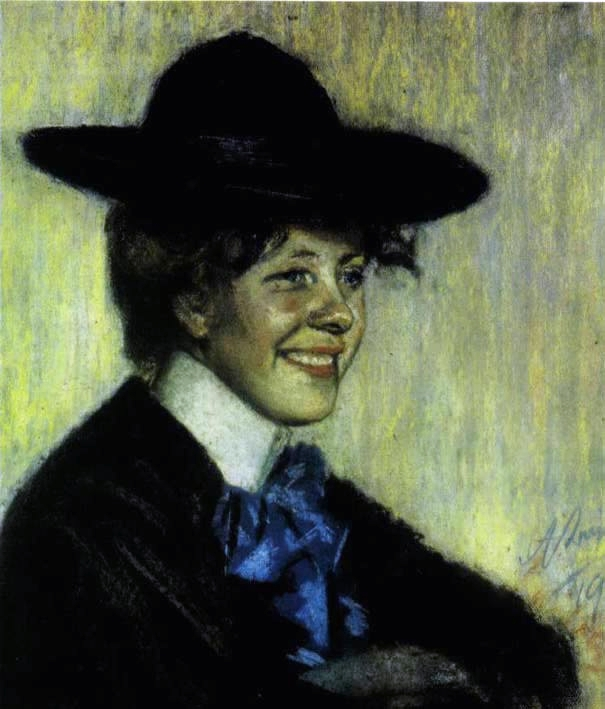
マリエ・ウンテル (1904)
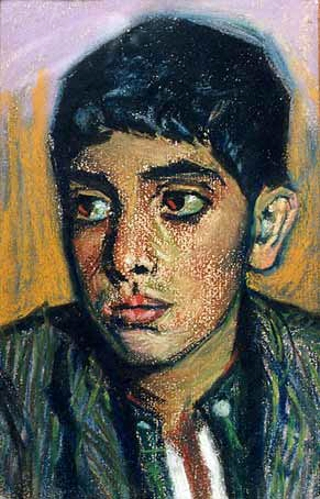
「イタリアの少年」(1911)
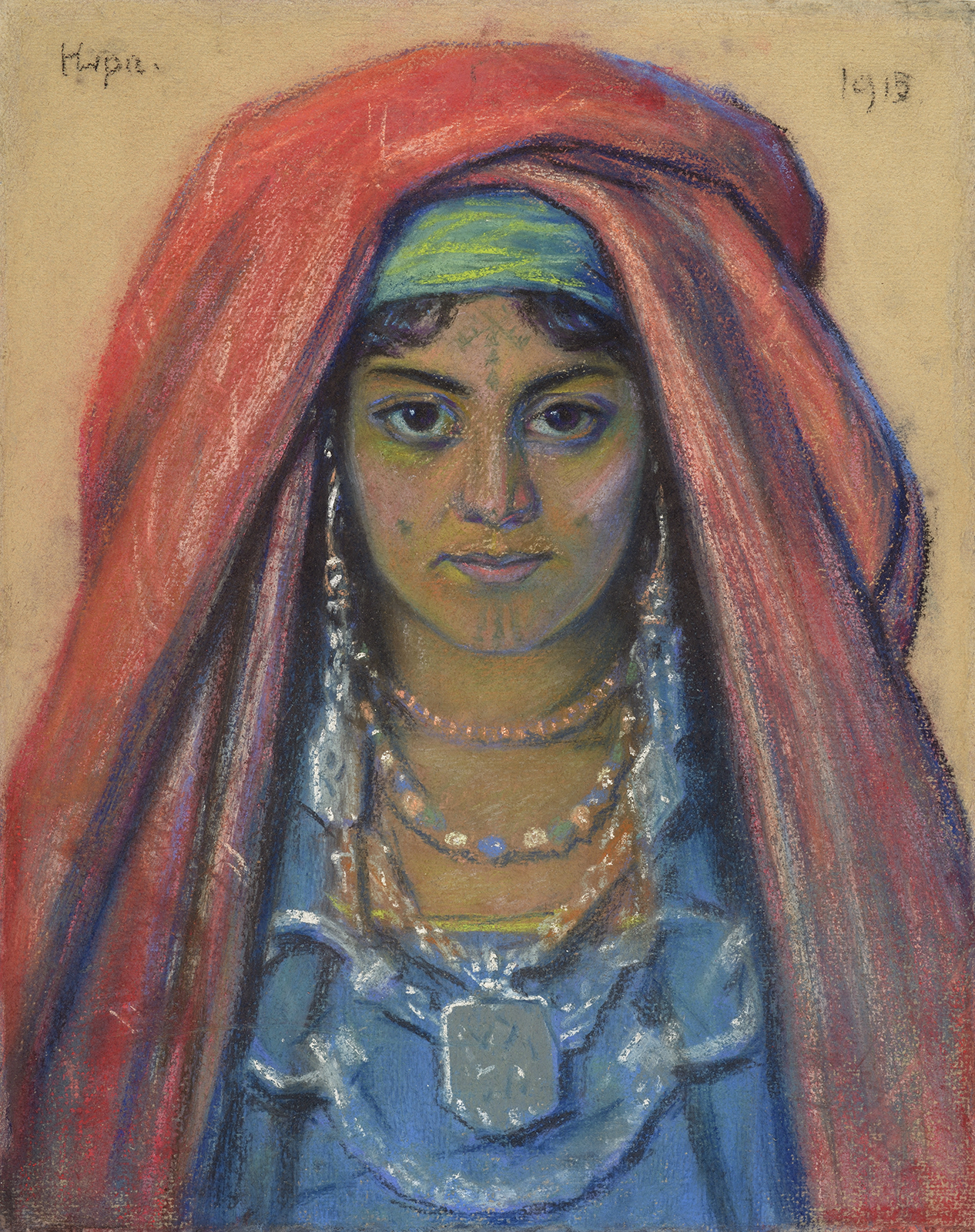
ベドウィンの女性 (1915)
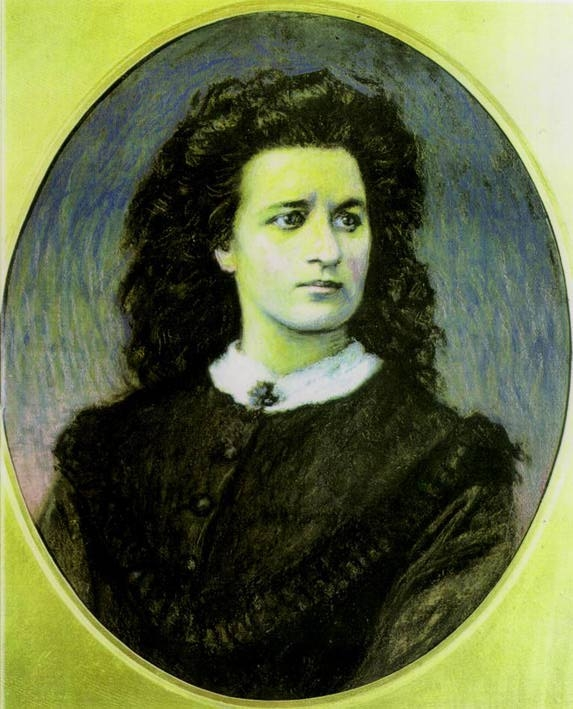
リーティア・コイトゥラ(Lydia Koidula)-詩人(1924)

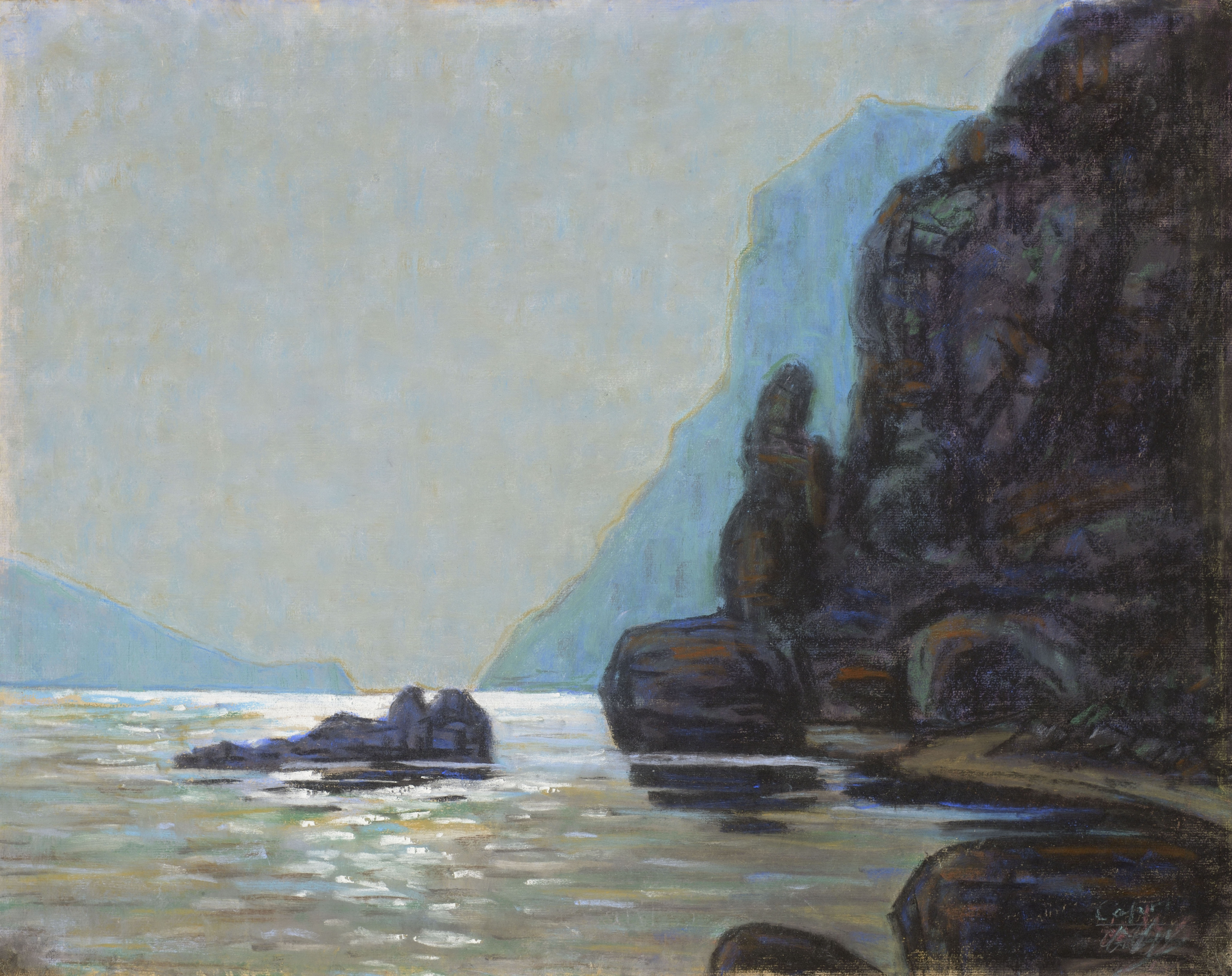
カプリ島の風景
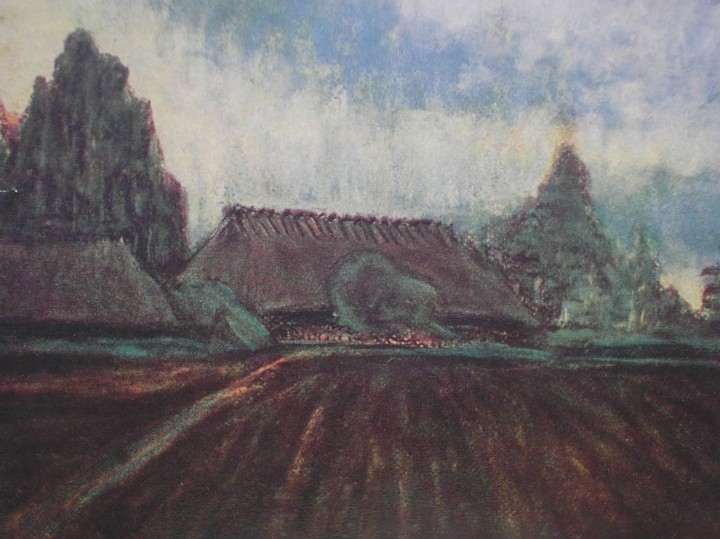
古い農家 (1913)
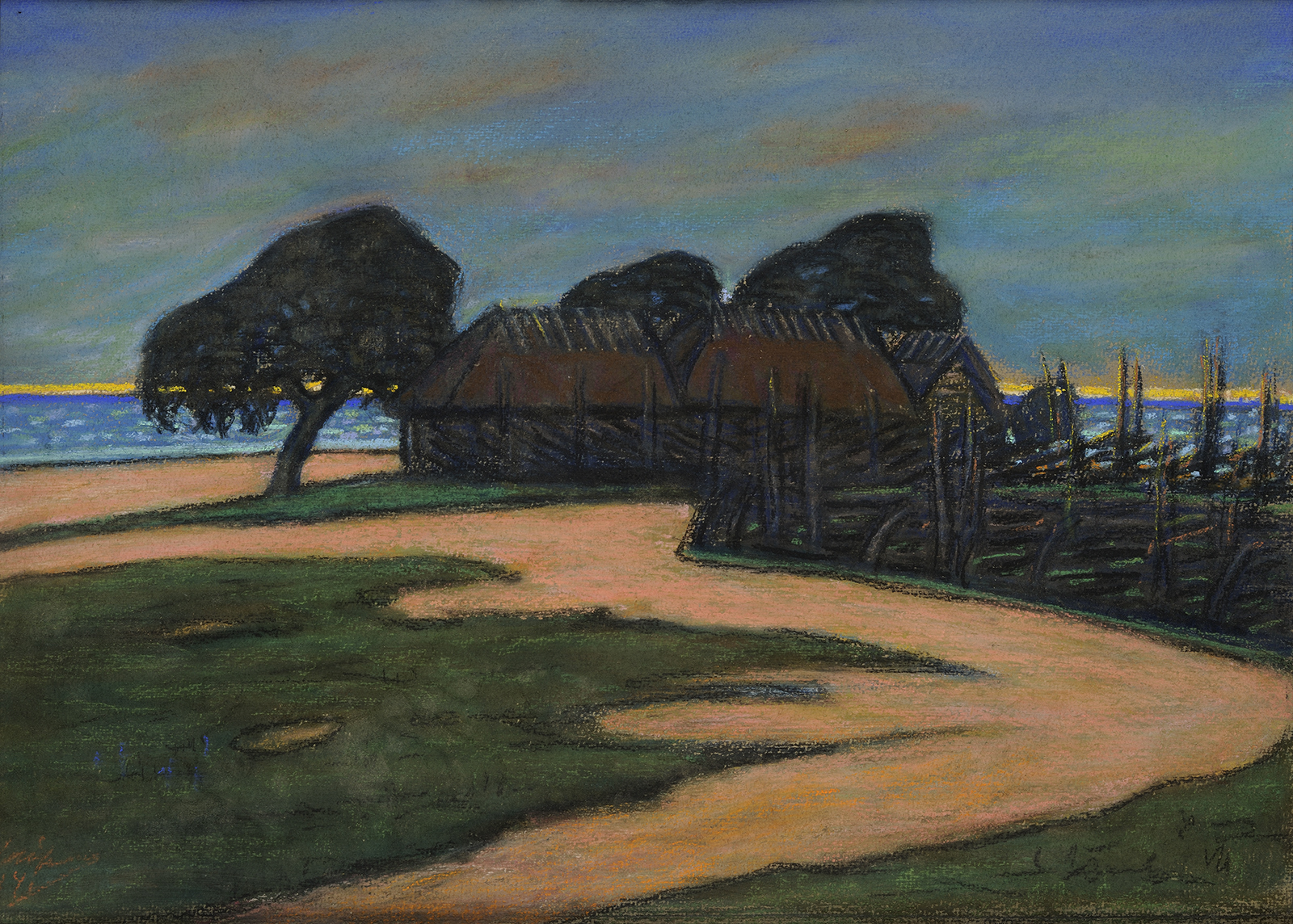
農村の風景 (1914)